# 136ª Divisione corazzata “Giovani Fascisti”
Die 136ª Divisione corazzata “Giovani Fascisti” (gesprochen Centotrentaseiesima Divisione, deutsch 136. Panzerdivision „Giovani Fascisti“; der Beiname bedeutet „Junge Faschisten“ oder „Jungfaschisten“) war ein Freiwilligenverband des italienischen Heeres im Zweiten Weltkrieg. Die Division wurde 1942 auf der Grundlage kleinerer Verbände als Panzerdivision aufgestellt, sie erhielt die hierfür notwendigen gepanzerten Truppenteile jedoch nie. Da es sich somit de facto um eine kleine, zum Teil motorisierte Infanteriedivision handelte, nannte man sie im Allgemeinen nur Divisione “Giovani Fascisti”. Die Division und ihre Vorgängereinheiten wurden ausschließlich in Nordafrika eingesetzt, wo sie sich mehrfach auszeichnen konnten. Sie kapitulierte im Mai 1943 in Tunesien.

## Geschichte
Nach dem italienischen Kriegseintritt am 10. Juni 1940 meldeten sich rund 20.000 Mitglieder der faschistischen Jugendorganisation Gioventù Italiana del Littorio (GIL) freiwillig zum Kriegseinsatz. Das Kriegsministerium gestattete trotz einiger Vorbehalte die Aufstellung von 24 GIL-Bataillonen. Im Sommer 1940 erhielten die Freiwilligen in Ligurien ihre Grundausbildung. Im Oktober 1940 marschierten sie nach Padua, wo sie von Mussolini und Heeresoffizieren inspiziert wurden. Vor Ort erfuhren die Jugendlichen, dass man sie zu ihren Eltern zurückschicken und ihre Bataillone auflösen wollte. Mit rund 2.000 Jugendlichen, die sich der Auflösung ihrer Verbände gewalttätig widersetzt hatten, bildete man auf Kosten der GIL drei Bataillone, die die Verbandsausbildung in Formia, Gaeta und Scauri abschlossen. Im April 1941 wollte das Kriegsministerium die GIL-Bataillone zu einer Schwarzhemden-Legion zusammenfassen. Da die Freiwilligen die hierfür notwendige Voraussetzung des Grundwehrdienstes beim regulären Militär nicht erfüllt hatten, wurden die drei Bataillone vom Heer übernommen. Für einen geplanten Einsatz in der Sowjetunion hielt man die Freiwilligen für zu jung, weswegen im Juli 1941 zwei Bataillone nach Libyen entsandt wurden. Von Tripolis verlegten sie nach Homs und Misurata, wo sie Sicherungsaufgaben übernahmen. Dort erhielten sie auch 47-mm-Panzerabwehrkanonen und 81-mm-Mörser. Im September 1941 wurden die beiden Bataillone dem Aufklärungsverband des Armeekorps Gambara unterstellt.
Anfang Dezember 1941 hatten die beiden Bataillone ihren ersten großen Kampfeinsatz auf den Höhen von Bir el Gubi, wo sie Angriffe (Operation Crusader) der 11. indischen Infanteriebrigade und der 22. britischen Garde-Brigade abwehrten. Danach wurden die beiden Bataillone der 60. Infanteriedivision „Sabratha“ unterstellt und kämpften bei El Agheila und Marsa el Brega. In Anerkennung der militärischen Leistungen bei Bir el Gobi wurde am 24. Mai 1942 die Aufstellung der 136. Panzerdivision „Giovani Fascisti“ angeordnet, deren Kern die Jungfaschisten bilden sollten. Der Aufbau der Division verlief jedoch schleppend, das 1. Panzerregiment traf aus Italien nie ein und die beiden GIL-Bataillone wurden erst am 30. August 1942 zum 136. Infanterieregiment „Giovani Fascisti“ zusammengefasst. Die Divisionstruppen bestanden aus dem 136. motorisierten Artillerieregiment, dem 25. Pionierbataillon und kleineren Einheiten.
Ende Mai 1942 blieben die GIL-Bataillone bei den Kämpfen um Ain el Gazala meist in Reserve. Im Juli besetzten Teile der neuen Division die Oase Siwa, um den deutsch-italienischen Vorstoß auf El Alamein zu decken und weitere Angriffsmöglichkeiten in Richtung Niltal zu schaffen. Die in Siwa grassierende Malaria schwächte die Division erheblich. Wegen der Niederlage in der Zweiten Schlacht von El Alamein musste die Division die Oase am 6. November 1942 aufgeben und sich über 1.200 km bis nach Agedabia und dann weiter bis zur Mareth-Linie zurückziehen. Die Division erhielt dort das wieder aufgestellte 8. Bersaglieri-Regiment der bei El Alamein vernichteten 132. Panzerdivision „Ariete“.
Von März bis Mai 1943 nahm die Division „Giovani Fascisti“ am Tunesienfeldzug teil, erst an der Mareth-Linie, dann bei Akarit und schließlich bei Enfidaville. Die Infanterie der Division bestand zuletzt überwiegend aus Bersaglieri. Die geplante Umbenennung in Divisione Bersaglieri d’Africa fand nie statt. Zuletzt wurde sie wahrscheinlich als 136. Infanteriedivision „Giovani Fascisti“ geführt.

## Gliederung
- (136.) Infanterieregiment „Giovani Fascisti“ (2 Bataillone; III./136 an I. und II./136)
- 8. Bersaglieri-Regiment (ab Dezember 1942, 3 Bataillone)
- 136. mot. Artillerieregiment (2 Abteilungen auf 65 mm L/17, 1 auf 75 mm L/27, 1 auf 100 mm L/17; Flak-Batterie 20 mm)
- XXV. Pionierbataillon (gemischt)
- IX. Infanteriebataillon
- III. Panzeraufklärungsabteilung „Cavalleggeri di Monferrato“ (Autoblindo AB41)
- IV. mot. Panzerabwehrbataillon „Granatieri di Sardegna“
- kleinere Einheiten

## Kommandeure
- Generale di Divisione Ismaele Di Nisio
- Generale di Divisione Nino Sozzani